# Dreiband-Europameisterschaft der Junioren 2011

Logo CEB (ausrichtender Verband)

Die Dreiband-Europameisterschaft der Junioren 2011 war ein Turnier in der Karambolagedisziplin Dreiband und fand vom 11. bis 13. März in Athen statt.

## Modus
Gespielt wurde mit 16 Teilnehmern in vier Gruppen à vier Spielern im Round-Robin-Modus. Die beiden Gruppenbesten qualifizierten sich für das Viertelfinale. Bei Punktegleichheit zählte der direkte Vergleich. Die Partiedistanz betrug zwei Gewinnsätze à 15 Punkte in der Gruppenphase und drei Gewinnsätze à 15 Punkte in der KO-Phase.

## Qualifikation
| Abschlusstabelle Gruppe A | Abschlusstabelle Gruppe A | Abschlusstabelle Gruppe A | Abschlusstabelle Gruppe A | Abschlusstabelle Gruppe A | Abschlusstabelle Gruppe A | Abschlusstabelle Gruppe A | Abschlusstabelle Gruppe A | Abschlusstabelle Gruppe A |
| Platz                     | Name                      | PP                        | SP                        | Pkte                      | Aufn.                     | GD                        | BED                       | HS                        |
| ------------------------- | ------------------------- | ------------------------- | ------------------------- | ------------------------- | ------------------------- | ------------------------- | ------------------------- | ------------------------- |
| 1                         | Dustin Jäschke            | 6                         | 6:1                       | 90                        | 107                       | 0,841                     | 0,967                     | 4                         |
| 2                         | David Zapata              | 4                         | 5:2                       | 101                       | 84                        | 1,202                     | 1,250                     | 8                         |
| 3                         | Nikolas Christaforidis    | 2                         | 4:4                       | 62                        | 101                       | 0,613                     | 0,810                     | 7                         |
| 4                         | Gregor Karner             | 0                         | 0:6                       | 34                        | 91                        | 0,373                     | —                         | 3                         |

| Abschlusstabelle Gruppe B | Abschlusstabelle Gruppe B | Abschlusstabelle Gruppe B | Abschlusstabelle Gruppe B | Abschlusstabelle Gruppe B | Abschlusstabelle Gruppe B | Abschlusstabelle Gruppe B | Abschlusstabelle Gruppe B | Abschlusstabelle Gruppe B |
| Platz                     | Name                      | PP                        | SP                        | Pkte                      | Aufn.                     | GD                        | BED                       | HS                        |
| ------------------------- | ------------------------- | ------------------------- | ------------------------- | ------------------------- | ------------------------- | ------------------------- | ------------------------- | ------------------------- |
| 1                         | Glenn Hofman              | 6                         | 6:1                       | 101                       | 85                        | 1,188                     | 1,666                     | 7                         |
| 2                         | Andy de Bondt             | 4                         | 4:2                       | 71                        | 102                       | 0,696                     | 0,810                     | 6                         |
| 3                         | Vrastislav Berdis         | 2                         | 2:4                       | 60                        | 78                        | 0,769                     | 1,363                     | 5                         |
| 4                         | Eric Tromás               | 0                         | 1:6                       | 71                        | 98                        | 0,724                     | —                         | 4                         |

| Abschlusstabelle Gruppe C | Abschlusstabelle Gruppe C | Abschlusstabelle Gruppe C | Abschlusstabelle Gruppe C | Abschlusstabelle Gruppe C | Abschlusstabelle Gruppe C | Abschlusstabelle Gruppe C | Abschlusstabelle Gruppe C | Abschlusstabelle Gruppe C |
| Platz                     | Name                      | PP                        | SP                        | Pkte                      | Aufn.                     | GD                        | BED                       | HS                        |
| ------------------------- | ------------------------- | ------------------------- | ------------------------- | ------------------------- | ------------------------- | ------------------------- | ------------------------- | ------------------------- |
| 1                         | David Martinez            | 6                         | 6:1                       | 103                       | 98                        | 1,051                     | 1,250                     | 6                         |
| 2                         | Kenny Miatton             | 4                         | 5:3                       | 95                        | 102                       | 0,931                     | 1,153                     | 6                         |
| 3                         | Baris Elver               | 2                         | 2:4                       | 71                        | 91                        | 0,780                     | 0,810                     | 3                         |
| 4                         | Alex Tremoulis            | 0                         | 0:6                       | 31                        | 91                        | 0,340                     | —                         | 3                         |

| Abschlusstabelle Gruppe D | Abschlusstabelle Gruppe D | Abschlusstabelle Gruppe D | Abschlusstabelle Gruppe D | Abschlusstabelle Gruppe D | Abschlusstabelle Gruppe D | Abschlusstabelle Gruppe D | Abschlusstabelle Gruppe D | Abschlusstabelle Gruppe D |
| Platz                     | Name                      | PP                        | SP                        | Pkte                      | Aufn.                     | GD                        | BED                       | HS                        |
| ------------------------- | ------------------------- | ------------------------- | ------------------------- | ------------------------- | ------------------------- | ------------------------- | ------------------------- | ------------------------- |
| 1                         | Ömer Karakurt             | 6                         | 6:2                       | 107                       | 145                       | 0,737                     | 1,000                     | 9                         |
| 2                         | João Pedro Ferreira       | 4                         | 5:2                       | 96                        | 114                       | 0,842                     | 1,000                     | 6                         |
| 3                         | Bryan Tempelers           | 2                         | 3:4                       | 75                        | 131                       | 0,572                     | 0,769                     | 4                         |
| 4                         | Vuk Brajovic              | 0                         | 0:6                       | 60                        | 96                        | 0,625                     | —                         | 6                         |

## Endrunde
|  | Viertelfinale Spiel auf zwei Gewinnsätze | Viertelfinale Spiel auf zwei Gewinnsätze | Viertelfinale Spiel auf zwei Gewinnsätze | Viertelfinale Spiel auf zwei Gewinnsätze | Viertelfinale Spiel auf zwei Gewinnsätze | Viertelfinale Spiel auf zwei Gewinnsätze |                |                | Halbfinale Spiel auf zwei Gewinnsätze | Halbfinale Spiel auf zwei Gewinnsätze | Halbfinale Spiel auf zwei Gewinnsätze | Halbfinale Spiel auf zwei Gewinnsätze | Halbfinale Spiel auf zwei Gewinnsätze | Halbfinale Spiel auf zwei Gewinnsätze |      |      | Finale Spiel auf zwei Gewinnsätze | Finale Spiel auf zwei Gewinnsätze | Finale Spiel auf zwei Gewinnsätze | Finale Spiel auf zwei Gewinnsätze | Finale Spiel auf zwei Gewinnsätze | Finale Spiel auf zwei Gewinnsätze |
|  |                                          |                                          |                                          |                                          |                                          |                                          |                |                |                                       |                                       |                                       |                                       |                                       |                                       |      |      |                                   |                                   |                                   |                                   |                                   |                                   |
|  |                                          | SP                                       | Pkt.                                     | Auf.                                     | ED                                       | HS                                       |                |                |                                       |                                       |                                       |                                       |                                       |                                       |      |      |                                   |                                   |                                   |                                   |                                   |                                   |
|  |                                          | SP                                       | Pkt.                                     | Auf.                                     | ED                                       | HS                                       |                |                |                                       |                                       |                                       |                                       |                                       |                                       |      |      |                                   |                                   |                                   |                                   |                                   |                                   |
|  | Glenn Hofman                             | 3                                        | 45                                       | 38                                       | 1,184                                    | 5                                        |                |                |                                       |                                       |                                       |                                       |                                       |                                       |      |      |                                   |                                   |                                   |                                   |                                   |                                   |
|  | Glenn Hofman                             | 3                                        | 45                                       | 38                                       | 1,184                                    | 5                                        |                | SP             | Pkt.                                  | Auf.                                  | ED                                    | HS                                    |                                       |                                       |      |      |                                   |                                   |                                   |                                   |                                   |                                   |
|  | Kenny Miatton                            | 0                                        | 23                                       | 37                                       | 0,621                                    | 3                                        |                | SP             | Pkt.                                  | Auf.                                  | ED                                    | HS                                    |                                       |                                       |      |      |                                   |                                   |                                   |                                   |                                   |                                   |
|  | Kenny Miatton                            | 0                                        | 23                                       | 37                                       | 0,621                                    | 3                                        | Glenn Hofman   | 3              | 55                                    | 46                                    | 0,769                                 | 6                                     |                                       |                                       |      |      |                                   |                                   |                                   |                                   |                                   |                                   |
|  |                                          | SP                                       | Pkt.                                     | Auf.                                     | ED                                       | HS                                       | Glenn Hofman   | 3              | 55                                    | 46                                    | 0,769                                 | 6                                     |                                       |                                       |      |      |                                   |                                   |                                   |                                   |                                   |                                   |
|  |                                          | SP                                       | Pkt.                                     | Auf.                                     | ED                                       | HS                                       |                | Ömer Karakurt  | 1                                     | 38                                    | 45                                    | 0,844                                 | 9                                     |                                       |      |      |                                   |                                   |                                   |                                   |                                   |                                   |
|  | Ömer Karakurt                            | 3                                        | 71                                       | 82                                       | 0,865                                    | 5                                        |                | Ömer Karakurt  | 1                                     | 38                                    | 45                                    | 0,844                                 | 9                                     |                                       |      |      |                                   |                                   |                                   |                                   |                                   |                                   |
|  | Ömer Karakurt                            | 3                                        | 71                                       | 82                                       | 0,865                                    | 5                                        |                |                |                                       |                                       |                                       |                                       |                                       | SP                                    | Pkt. | Auf. | ED                                | HS                                |                                   |                                   |                                   |                                   |
|  | David Zapata                             | 2                                        | 62                                       | 82                                       | 0,756                                    | 4                                        |                |                |                                       |                                       |                                       |                                       |                                       | SP                                    | Pkt. | Auf. | ED                                | HS                                |                                   |                                   |                                   |                                   |
|  | David Zapata                             | 2                                        | 62                                       | 82                                       | 0,756                                    | 4                                        | Glenn Hofman   | 3              | 45                                    | 19                                    | 2,368                                 | 7                                     |                                       |                                       |      |      |                                   |                                   |                                   |                                   |                                   |                                   |
|  |                                          | SP                                       | Pkt.                                     | Auf.                                     | ED                                       | HS                                       | Glenn Hofman   | 3              | 45                                    | 19                                    | 2,368                                 | 7                                     |                                       |                                       |      |      |                                   |                                   |                                   |                                   |                                   |                                   |
|  |                                          | SP                                       | Pkt.                                     | Auf.                                     | ED                                       | HS                                       |                | David Martinez | 0                                     | 23                                    | 17                                    | 1,352                                 | 4                                     |                                       |      |      |                                   |                                   |                                   |                                   |                                   |                                   |
|  | Dustin Jäschke                           | 3                                        | 54                                       | 59                                       | 0,915                                    | 5                                        |                | David Martinez | 0                                     | 23                                    | 17                                    | 1,352                                 | 4                                     |                                       |      |      |                                   |                                   |                                   |                                   |                                   |                                   |
|  | Dustin Jäschke                           | 3                                        | 54                                       | 59                                       | 0,915                                    | 5                                        |                | SP             | Pkt.                                  | Auf.                                  | ED                                    | HS                                    |                                       |                                       |      |      |                                   |                                   |                                   |                                   |                                   |                                   |
|  | João Pedro Ferreira                      | 2                                        | 61                                       | 59                                       | 1,033                                    | 7                                        |                | SP             | Pkt.                                  | Auf.                                  | ED                                    | HS                                    |                                       |                                       |      |      |                                   |                                   |                                   |                                   |                                   |                                   |
|  | João Pedro Ferreira                      | 2                                        | 61                                       | 59                                       | 1,033                                    | 7                                        | Dustin Jäschke | 1              | 37                                    | 41                                    | 0,902                                 | 5                                     |                                       |                                       |      |      |                                   |                                   |                                   |                                   |                                   |                                   |
|  |                                          | SP                                       | Pkt.                                     | Auf.                                     | ED                                       | HS                                       | Dustin Jäschke | 1              | 37                                    | 41                                    | 0,902                                 | 5                                     |                                       |                                       |      |      |                                   |                                   |                                   |                                   |                                   |                                   |
|  |                                          | SP                                       | Pkt.                                     | Auf.                                     | ED                                       | HS                                       |                | David Martinez | 3                                     | 53                                    | 42                                    | 1,261                                 | 5                                     |                                       |      |      |                                   |                                   |                                   |                                   |                                   |                                   |
|  | David Martinez                           | 3                                        | 45                                       | 47                                       | 0,957                                    | 4                                        |                | David Martinez | 3                                     | 53                                    | 42                                    | 1,261                                 | 5                                     |                                       |      |      |                                   |                                   |                                   |                                   |                                   |                                   |
|  | David Martinez                           | 3                                        | 45                                       | 47                                       | 0,957                                    | 4                                        |                |                |                                       |                                       |                                       |                                       |                                       |                                       |      |      |                                   |                                   |                                   |                                   |                                   |                                   |
|  | Andy de Bondt                            | 0                                        | 30                                       | 45                                       | 0,666                                    | 4                                        |                |                |                                       |                                       |                                       |                                       |                                       |                                       |      |      |                                   |                                   |                                   |                                   |                                   |                                   |
|  | Andy de Bondt                            | 0                                        | 30                                       | 45                                       | 0,666                                    | 4                                        |                |                |                                       |                                       |                                       |                                       |                                       |                                       |      |      |                                   |                                   |                                   |                                   |                                   |                                   |

Quellen:

## Abschlusstabelle
| MP    | Match Points (Sieger = 2; Unentschieden = 1; Verlierer = 0) |
| Pkte. | Erzielte Karambolagen                                       |
| Aufn. | Benötigte Versuche                                          |
| GD    | Generaldurchschnitt                                         |
| BED   | Bester Einzeldurchschnitt eines Spielers                    |
| HS    | Höchstserie                                                 |
|       | Bester GD des Turniers                                      |
|       | Bester ED des Turniers                                      |
|       | Beste HS des Turniers                                       |
|       | 1. Platz (Gold)                                             |
|       | 2. Platz (Silber)                                           |
|       | 3. Platz (Bronze)                                           |

| Endklassement              | Endklassement | Endklassement          | Endklassement | Endklassement | Endklassement | Endklassement | Endklassement | Endklassement | Endklassement |
| Phase                      | Platz         | Name                   | MP            | SV            | Pkt.          | Aufn.         | GD            | BED           | HS            |
| -------------------------- | ------------- | ---------------------- | ------------- | ------------- | ------------- | ------------- | ------------- | ------------- | ------------- |
| Finale                     | 1             | Glenn Hofman           | 12:0          | 15:2          | 246           | 188           | 1,308         | 2,368         | 7             |
| Finale                     | 2             | David Martinez         | 10:2          | 12:5          | 224           | 204           | 1,098         | 1,261         | 6             |
| Halb- finale               | 3             | Dustin Jäschke         | 8:2           | 10:6          | 181           | 207           | 0,874         | 0,967         | 5             |
| Halb- finale               | 3             | Ömer Karakurt          | 8:2           | 10:7          | 216           | 272           | 0,794         | 1,000         | 9             |
| Viertel- finale            | 5             | David Zapata           | 4:4           | 7:5           | 163           | 166           | 0,981         | 1,250         | 8             |
| Viertel- finale            | 6             | João Pedro Ferreira    | 4:4           | 7:5           | 157           | 173           | 0,907         | 1,000         | 7             |
| Viertel- finale            | 7             | Kenny Miatton          | 4:4           | 5:6           | 118           | 139           | 0,848         | 1,153         | 6             |
| Viertel- finale            | 8             | Andy de Bondt          | 4:4           | 4:5           | 101           | 147           | 0,687         | 0,810         | 6             |
| Gruppen- phase             | 9             | Bryan Tempelers        | 2             | 3:4           | 75            | 131           | 0,572         | 0,769         | 4             |
| Gruppen- phase             | 10            | Baris Elver            | 2             | 2:4           | 71            | 91            | 0,780         | 0,810         | 3             |
| Gruppen- phase             | 11            | Vrastislav Berdis      | 2             | 2:4           | 60            | 78            | 0,769         | 1,363         | 5             |
| Gruppen- phase             | 12            | Nikolas Christaforidis | 2             | 4:4           | 62            | 101           | 0,613         | 0,810         | 7             |
| Gruppen- phase             | 13            | Eric Tromás            | 0             | 1:6           | 71            | 98            | 0,724         | —             | 4             |
| Gruppen- phase             | 14            | Vuk Brajovic           | 0             | 0:6           | 60            | 96            | 0,625         | —             | 6             |
| Gruppen- phase             | 15            | Gregor Karner          | 0             | 0:6           | 34            | 91            | 0,373         | —             | 3             |
| Gruppen- phase             | 16            | Alex Tremoulis         | 0             | 0:6           | 31            | 91            | 0,340         | —             | 3             |
| Turnierdurchschnitt: 0,822 |               |                        |               |               |               |               |               |               |               |